# Sega Master System

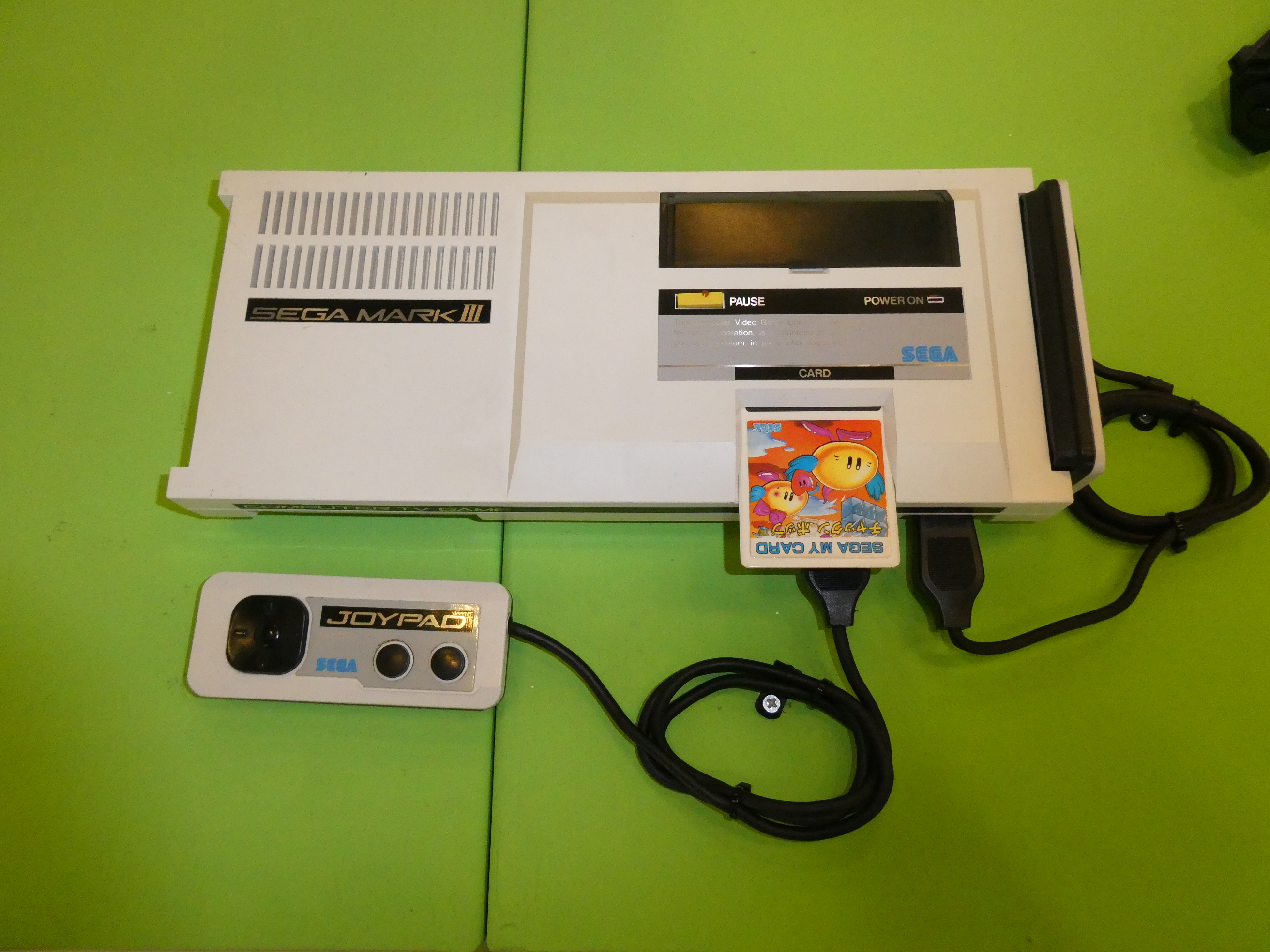
SEGA Mark III mit Sega Card

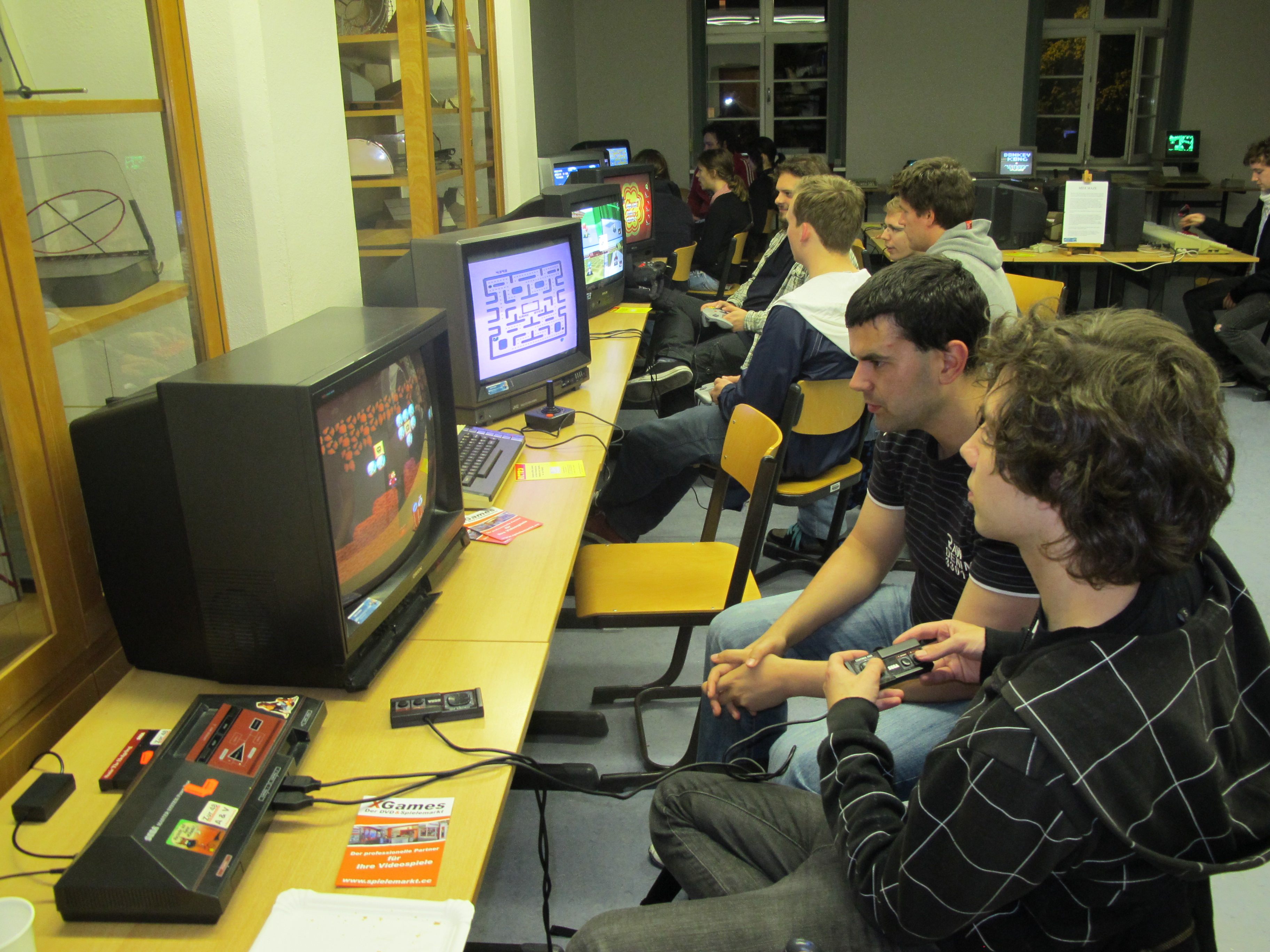
Retrogaming auf der Langen Nacht der Computerspiele der HTWK in Leipzig (2012). Ganz links Alex Kidd in Miracle World auf einem Sega Master System.

Das Sega Master System (kurz SMS; jap. マスターシステム, Masutā Shisutemu) ist eine 8-Bit-Heimvideospielkonsole des japanischen Unternehmens Sega. Es stand in direkter Konkurrenz zum Famicom von Nintendo (in Amerika und Europa als NES vermarktet).

## Geschichte
Als Nachfolger des SG-1000 Mark I und des SG-1000 Mark II wurde im Oktober 1985 das SG-1000 Mark III in Japan vorgestellt. Eine Verbesserung zu seinen Vorgängern stellten die größere Farbpalette, besseres Audio über die separat erhältliche FM-Unit und mehr interner Arbeitsspeicher dar. Im Juni 1986 wurde das System in neuem Design unter dem Namen Sega Master System auch in den USA veröffentlicht, ein Jahr nach dem USA-Start des Nintendo Entertainment Systems (NES). Anfänglich wurden die Spiele auf preisgünstigen Sega Cards ausgeliefert, welche aufgrund der Limitierung auf 256 KBit zugunsten von Cartridges (bis 8 MBit) aufgegeben wurden. Die Konsole kostete zum Verkaufsstart 200 US$. Anschließend wurde sie in anderen Märkten veröffentlicht, in Europa erschien sie 1987 unter ihrem neuen Namen.
Obwohl das Master System dem NES in manchen Bereichen technisch überlegen war, konnte es sich dennoch nicht gegen dieses durchsetzen. Der mäßige Erfolg des Systems wird verschiedenen Ursachen zugeschrieben, hauptsächlich der im Vergleich zum NES geringeren Anzahl erhältlicher Titel. Nintendos gute Beziehungen zu Drittentwicklern dürften ebenfalls nicht unerheblich gewesen sein; das Übereinkommen lief darauf hinaus, dass die Entwickler letztendlich nur Spiele für das NES entwickelten.

### Japan
Das SMS war in Japan nicht übermäßig erfolgreich, da das Nintendo Famicom, das mit dem japanischen Master System konkurrierte, den japanischen Markt beherrschte. Sowohl Mark III als auch das japanische Master System bieten Unterstützung für SG-1000-Spiele.
Ebenso ist der FM-Chip in dem Gerät integriert, welcher beim Vorgänger als Add-on FM Unit erworben werden musste. Weiterhin kann die 3D-Brille direkt an die einem Kopfhöreranschluss ähnelnde Buchse des asiatischen Master Systems angeschlossen werden, ein Adapter für den Kartenslot ist nicht notwendig. Mark III und das japanische Master System benutzen gemeinsam ein anderes Modulformat, welches nicht kompatibel zu amerikanischen/europäischen Konsolen ist. Des Weiteren existieren Prototypen von Discsystem (ähnlich dem Famicom Disk System) und einem Graphic Board. Im Februar 1989 erschien mit Bomber Raid das letzte Spiel für diese Region.

### Nordamerika
In Nordamerika verkaufte sich das Master System nur sehr langsam. Innerhalb der ersten vier Monate wurden 125.000 Konsolen verkauft. In derselben Zeit gingen rund 2.000.000 NES-Konsolen über die Ladentheke.
Nintendo hatte zu dieser Zeit 90 % des nordamerikanischen Marktes inne. Hayao Nakayama, damaliger CEO von Sega, entschied, keinen zu großen Aufwand auf vom NES dominierten Märkten zu betreiben. 1988 wurden die Master-System-Rechte in Nordamerika an Tonka verkauft, aber seine Popularität nahm weiterhin ab. 1990 hatte Sega Erfolg mit seinem Sega Mega Drive/Sega Genesis und kaufte die SMS-Rechte von Tonka zurück. Man entwickelte mit dem Sega Master System II eine kleinere, kostenreduzierte Version. Zudem war das Spiel Alex Kidd in Miracle World bereits integriert, so dass kein zusätzliches Modul gekauft werden musste. Später wurde es durch Sonic the Hedgehog ersetzt.
Um 1992 waren die Master-System-Verkäufe in Nordamerika praktisch nicht mehr existent und die Produktion wurde eingestellt. Durch den ausgebliebenen Erfolg erschienen lediglich 115 Titel für die Konsole.

### Europa
In Europa wurde das Master System von Sega in vielen verschiedenen Ländern vermarktet, darunter sogar einige, in denen Nintendo keine Konsolen verkaufte. Europäer gewährten dem SMS breite Third-Party-Unterstützung, so dass es das NES in diesem Markt übertraf. Nintendo war gezwungen, Lizenzen für einige beliebte SMS-Titel in diesem Markt zu erwerben. Bis 1994 war das Master System die Konsole in Europa mit der größten Installationsbasis von 6,25 Mio. Geräten. Die offizielle Unterstützung wurde 1996 eingestellt zugunsten des bereits in der Produktion befindlichen Sega Saturn. Das letzte europäische Spiel „Les Schtroumpfs Autour du Monde“ wurde nur noch in sehr geringen Mengen hergestellt, weshalb es unter Sammlern hoch gehandelt wird.

### Australien
Das SMS unterlag dem NES in Australien, jedoch war die Niederlage nicht so vernichtend wie in Nordamerika. Hier übernahm die hiesige Firma OziSoft den Vertrieb, bis sie schließlich 1992 von Sega übernommen wurde. Die Hardware war identisch mit der europäischen Version.

### Taiwan
In Taiwan setzte Aaronix den Vertrieb von Spielekonsolen aus dem Hause Sega fort.

### Südkorea
Aufgrund der vorherrschenden Vorbehalte gegenüber japanischen Firmen übernahmen koreanische Firmen die Vermarktung. Anders als beim Mark III, welches durch Korea Oacs Co. Ltd. vertrieben wurde, erschien das Master System in Südkorea ab 1989 als Samsung Gam*Boy (ab 1992 Aladdin Boy). Dieser übernahm dabei weitgehend das Design der japanischen Version, in einigen Varianten wurde die FM-Unit weggelassen. Zudem wurde der Controller der hauseigenen SPC-Computerreihe verwendet, der ein Steuerkreuz, rechteckige Aktionstasten und ein abgerundetes Gehäuse besaß. Einige bekannte MSX-Konvertierungen erschienen dort, wie Gradius und der Super-Mario-Bros.-Klon Super Boy. Besonders aktiv war dabei die dort ansässige Firma Zemina.

### Brasilien
Brasilien war einer der erfolgreichsten Märkte für das SMS. Es wurde dort von TecToy, Segas brasilianischem Vertrieb, verkauft. Neben dem Master System 1 erschien auch das Master System 2 im gleichen Gehäuse wie sein Vorgänger, weshalb auch eine RGB-Buchse und ein Kartenslot integriert ist. Ein Sega Master System III (und sogar ein halb-tragbares SMS VI) erschien(en) auf diesem Markt, und mehrere Spiele wurden für die Kunden in Brasilien ins Portugiesische übersetzt. Die Figuren dieser Spiele wurden dem brasilianischen Publikum angepasst, zum Beispiel wurde Wonder Boy in Monster Land zu Mônica, der Hauptfigur eines beliebten brasilianischen Kinderbuches von Mauricio de Sousa.
Später wurden in Brasilien auch Game-Gear-Spiele für das dortige Master System konvertiert. Außerdem erschienen auch mehrereeigenen brasilianische Titel für das System. TecToy produzierte auch eine lizenzierte Version des beliebten Kampfspiels Street Fighter II für das Master System in Brasilien.
Das Sega Master System wurde in Brasilien bis über das Jahr 1996 hinaus produziert. Hinsichtlich des Designs ist die Version „Master System III Collection“ genauso gestaltet wie das nordamerikanische Master System II (Master System III in Brasilien). Im Unterschied dazu ist es aber weiß und wird mit 74 eingebauten Spielen auf einer internen ROM ausgeliefert. Außerdem gibt es das Master System „Collection Super Compact“, das sogenannte Super Compact Girl (in pink) und ein Master System Handy (eine Konsole ohne Modulschacht mit 27 implementierten Spielen) und das Master System Collection 105, identisch mit dem Collection 74, aber mit 105 implementierten Spielen im ROM (u. a. dem vorher unveröffentlichten Woody Woodpecker). Die aktuelle Fassung, Master System Evolution (Stand: 2023), enthält 132 Spiele. Neben Klassikern wie Sonic und Alex Kidd finden sich auch zahlreiche, von TecToy entwickelte Spiele wie Cava Cava oder Resta Um in der Sammlung.

## Sega Master System II & III
Beim Master System II handelt es sich im Wesentlichen um ein Redesign der ursprünglichen Konsole. Aus Kostengründen verzichteten die Entwickler jedoch auf den Schacht für Steckkarten (Sega Card), die Reset-Taste, die Power-LED und den RGB-Anschluss. Es wurde in seiner Geschichte mehrmals verändert. Die Änderungen betrafen jedoch hauptsächlich das Design der Konsole. Im Master System 2 war das Spiel „Alex Kidd in Miracle World“ oder „Sonic The Hedgehog“ integriert.
Die Konsole besitzt lediglich einen Modulschacht für Spiele, die als Spielmodule veröffentlicht wurden (Mega-Cartridge). An der Konsole selbst ist eine Pausetaste und der Ein-/Ausschalter angebracht.
Die überarbeiteten Modelle kamen mit Ausnahme von Japan weltweit auf den Markt. In Korea ist diese Version unter den Namen Gam*Boy II / Aladdin Boy bekannt.
Das Master System III Compact wird bis heute von TecToy exklusiv für den brasilianischen Markt produziert. Die ersten Versionen entsprachen weitgehend dem Master System II. Später wurde das System jedoch mehrmals verändert und in unterschiedlichen Varianten angeboten, beispielsweise als kompakte Version mit eingebauten Spielen und ohne Modulschacht.

## Zubehör
Zur Steuerung der Spiele wird ein Controller mit 2 Tasten verwendet, wobei Taste 1 gleichzeitig als Starttaste dient. Andere kompatible Controller wie vom Mega Drive (welche übrigens im Lieferumfang späterer Aladdin Boys und TecToy-Versionen waren bzw. sind) oder von Atari können ebenfalls verwendet werden. Bis zu zwei Controller können an die Konsole angeschlossen werden. Die Drittfirma WKK bot einen kabelloser Infrarot-Controller an, seitens Sega existierten ein Arcade-Joystick (Control Stick), Trackball (Sports Paddle nur in Japan und Nordamerika), Lenkrad (Handle Controller) und in Japan ein Paddle-Control. Als weiteres Zubehör wurden ein Light Phaser und ein Adapter samt 3D-Brille, welche allerdings nur auf dem Master System 1 genutzt werden kann (Anschluss erfolgt über den Sega-Card-Slot), angeboten. Im japanischen Master System wurde der Adapter in der Konsole integriert. Dauerfeuer konnte über einen Adapter, der Rapid Fire Unit, oder einen nur in Europa und Japan erhältlichen Controller (SG Commander) realisiert werden. Ein Action Replay bot die Möglichkeit der Manipulation von Spieldaten. Zudem wurde exklusiv für japanische Konsolen eine TV-Erweiterung, das Telecon Pack, angeboten, welches drahtlos das TV-Signal übertrug. Diese Technik fand auch Verwendung im Master System Super Compact des Herstellers TecToy.

## Hardware-Emulation

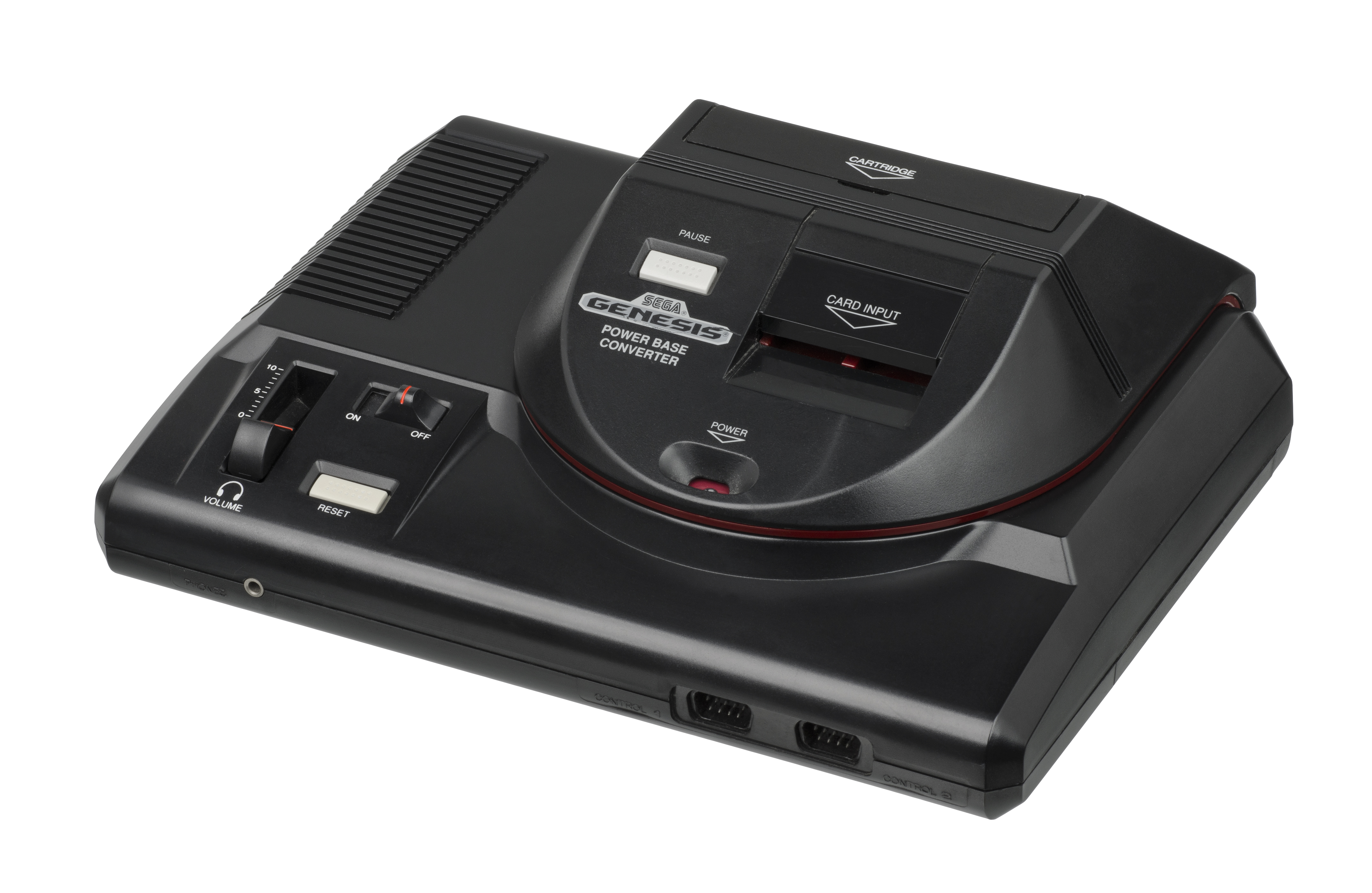
Nordamerikanisches SEGA-Genesis mit ursprünglichem Master-System Adapter mit Modulschacht und Kartenschlitz

Über den Power Base Converter lassen sich Spiele auf dem Mega Drive wiedergeben. Der Master Gear Converter ermöglicht die Wiedergabe auf dem Game Gear.

### Technische Daten
- CPU: mit 3,55 (PAL/SECAM) bzw. 3,58 (NTSC) MHz getakteter Z80 (8-Bit-CPU)
- Grafik: ein vom Texas Instruments TMS9918 abgeleiteter VDP (Video Display Processor)
- 128 KBit (16 KByte) ROM
- 64 KBit (8 KByte) RAM (einige Cartridges erweitern diesen)
- 128 KBit (16 KByte) Video-RAM
- bis 32 Farben gleichzeitig aus zwei Paletten von 64 Farben (Paletten für Hintergrund & Sprites getrennt, inoffiziell mit speziellen Programmiertricks auch 64 Farben)[8]
- 256×192 und 256×224, bei PAL/SECAM auch 256×240 Pixel Bildschirmauflösung
- 8×8 Pixel Zeichen, maximal etwa 488 (unkomprimiert, begrenzte VRAM-Kapazität)
- 8×8 oder 8×16 Pixel Sprites, maximal 64 gleichzeitig
- ganzer oder teilweiser Bildschirmverschub (Scrolling) in horizontaler, vertikaler und diagonaler Richtung
- Musik: Texas Instruments SN76489 4-Kanalton (mono)
  - beim japanischen Master System zusätzlich mit YM-2413, beim Mark III über FM-Unit
- Der SN76489 implementiert einen Rauschgenerator sowie 3 Soundgeneratoren, die einen Frequenzbereich von 122 Hz bis etwa 12,5 kHz abdecken können.
  - Der YM-2413 hat 9 Monokanäle
- Expansion-Port: beim SMS 2 fehlt der Zugang
- Videoausgang (nicht beim SMS 2), Antennenanschluss
- Pause-Schalter an der Konsole, Reset-Schalter fehlt am SMS 2
- Modul-Slot, Karten-Slot/fehlt am SMS 2
- BIOS prüft Region und Checksumme[9]

## Spiele
Im Gegensatz zu der damaligen Nintendo-Politik konnten auch Dritthersteller Einfluss auf das Design der Module nehmen. So unterscheiden sich einige Module von Codemasters durch eine andere Form, welches eine farbige Abbildung erlaubte, wie sie bereits bei Mark-III-, Gam*Boy- und Sega-Card-Titeln existierten.
Für das Master System erschienen einige teilweise exklusive Titel, die von Bedeutung für die Videospielgeschichte sind. Phantasy Star war eines der ersten seiner Art und eines der ersten japanischen Rollenspiele (JRPG).

### Auszug
Bereits im ROM der Konsole integriert befand sich eines der folgenden Spiele: Alex Kidd in Miracle World, Sonic The Hedgehog, Snail Maze, Astro Warrior, Hang-On/Safari Hunt, Missile Defense 3D.
- Alex Kidd in Miracle World
- Fantasy Zone
- Hang-On
- Out Run
- Phantasy Star
- Power Strike
- Sonic the Hedgehog

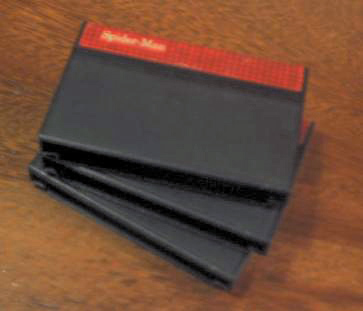
Spielemodule

- The Lucky Dime Caper – Starring Donald Duck
- Wonder Boy
- Wonder Boy III: The Dragon’s Trap